# Karl Oberhoffer
Karl Oberhoffer, auch Oberhofer, (4. Juni 1811 in Wien – 21. Februar 1885 in Karlsruhe) war ein österreichischer Opernsänger (Bariton).

## Leben
Seine schöne Stimme fiel zuerst auf, als er im Kirchenchor seiner Vaterstadt sang. Gute Freunde rieten ihm, sich der Oper zuzuwenden, was er auch tat. Zuerst verschaffte er sich ein Engagement am Hofoperntheater in Wien. Da er jedoch dort nur in kleinen Partien Beschäftigung fand, ging er nach Berlin, wo er am Königstädtischen Theater erfolgreich als Baritonist tätig war. Er teilte die Erfolge mit Franziska Sontag und Josef Spitzender und man bedauerte in allen Kreisen sein Ausscheiden im Jahre 1841. Er folgte in diesem Jahr einem Ruf an die Hofbühne nach Karlsruhe, wo er bis 1. August 1876 künstlerisch wirkte. In diesem Jahr beendete er seine Bühnenkarriere und erhielt das Ritterkreuz II. Klasse des Ordens vom Zähringer Löwen. Er trat jedoch weiterhin als Oratoriensänger auf. So nannte ihn Felix Mendelssohn Bartholdy anlässlich des Musikfestes 1844 in Zweibrücken den besten Sänger des „Paulus“.
Oberhoffer war mit Pauline, geborene Edle von Jancowicz (1808–1871) verheiratet. Aus der Ehe ging der spätere preußische General der Infanterie Franz von Oberhoffer (1838–1920) hervor.